# Saint Peter (Illinois)
Pour les articles homonymes, voir Saint-Peter.
Le  village de Saint Peter est situé dans le comté de Fayette, dans l’État de l’Illinois, aux États-Unis. Sa population s’élevait à 359 habitants lors du recensement de 2010, estimée à 350 habitants en 2017.